# Великая Моравия
Вели́кая Мора́вия (чеш. Velká Morava; также Великомора́вская держа́ва) — славянское государство, существовавшее в 822—907 годах на низменности Среднего Дуная.
В IX столетии князь Ростислав основал самостоятельное государство Великая Моравия, заключавшее северную Венгрию. Великая Моравия в период наибольшего могущества включало в себя территории современных Венгрии, Словакии, Чехии, а также Малую Польшу, часть Украины и исторической области Силезия. Располагалось на территориях прежде бывших славянских государств Само и Карантании. Столицей государства, как полагают исследователи, являлся город Велеград. По другим данным, столицей был город Нитра. Великая Моравия оказала большое влияние на культурное развитие всего славянского мира: на территории этого государства впервые стала использоваться славянская письменность (с 863 года), созданная Кириллом и Мефодием, и впервые в качестве языка христианского вероучения и богослужения стал применяться язык славян — старославянский язык. Примером старославянской письменности являются: Киевские глаголические листки, Проглас, перевод Библии, Закон судный людем (судебный закон для мирян (людей)), Номоканон, Положения святых отцов, Анонимная проповедь (наставления правителям) и тому подобное. Жители Великой Моравии говорили на западнославянских диалектах единого общеславянского языка. Этот язык предков словаков и чехов условно можно назвать прачехословацким. Великая Моравия оставила дунайскому славянству народную церковь и восточный обряд, по которому и мадьяры впервые приобщились к христианству.

## Название
Раннефеодальное государство IX века Великая Моравия получило своё название от эпитета «Великая» применительно к Моравии (греч. Μεγάλη Μοραβία), упомянутого в XIII главе сочинения «Об управлении империей», написанного византийским императором Константином Багрянородным около 950 года. Далее в сочинении императора государство именуется без эпитета — «Моравия». Оттуда это название перекочевало в литературные тексты на латыни (лат. Magna Moravia) и старославянском языке. Упомянутый Константином эпитет оправдал себя в период расцвета государства при князе Святополке (правл. 870—894).
В русскоязычных энциклопедиях: БСЭ, СИЭ и БРЭ государство носит название «Великоморавская держава». Современная наука Чехии и Моравии отказалась от термина «Великая Моравия» (чеш. Velká Morava), появившегося в результате ошибочного перевода сочинения византийского императора Константина Багрянородного середины X века. Слово «Великая» указывает на увеличение площади первоначального Моравского княжества после присоединения Нитранского княжества.

## Предыстория

### Переселение славян

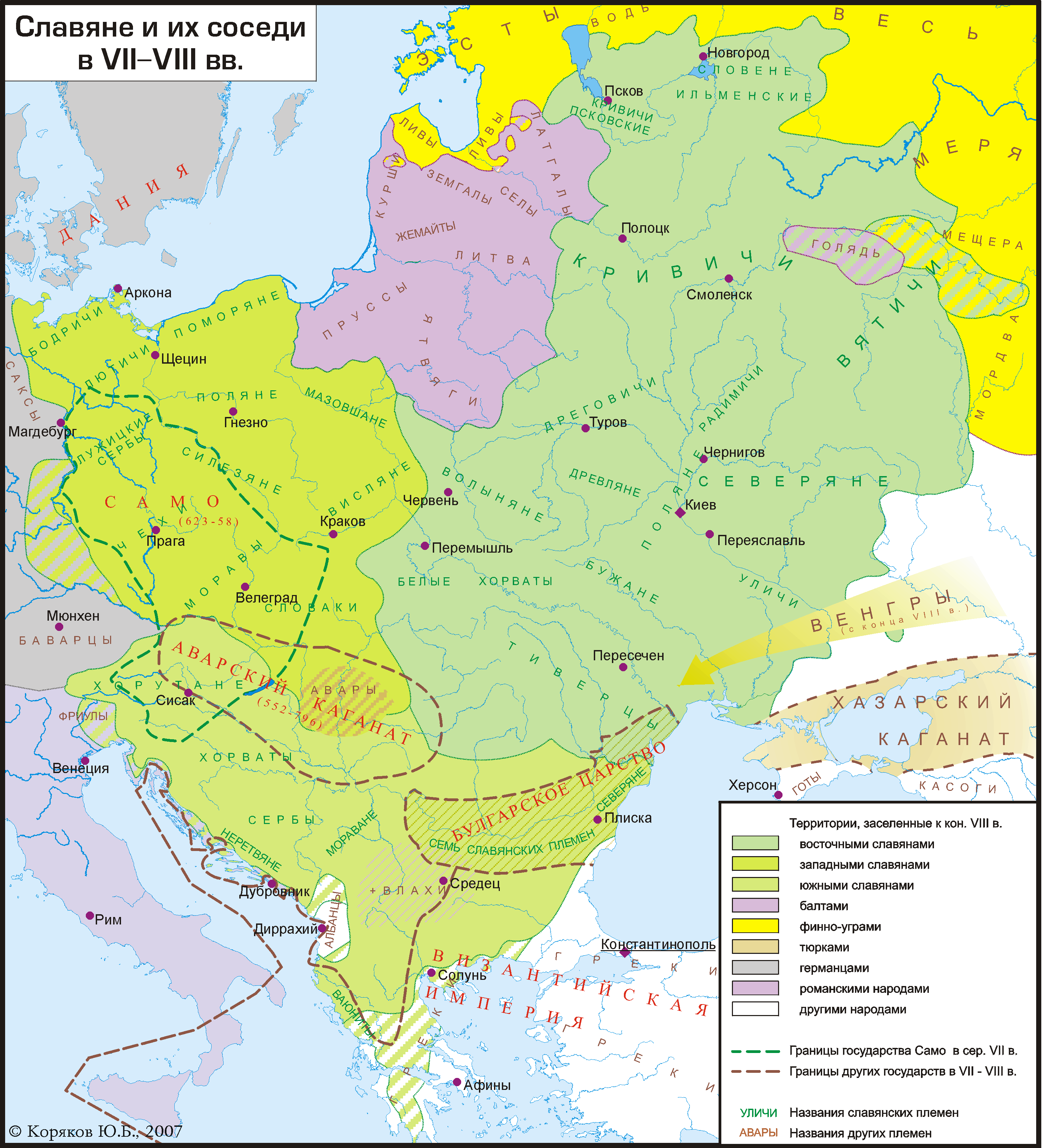
Карта расселения славян и их соседей на конец VIII века

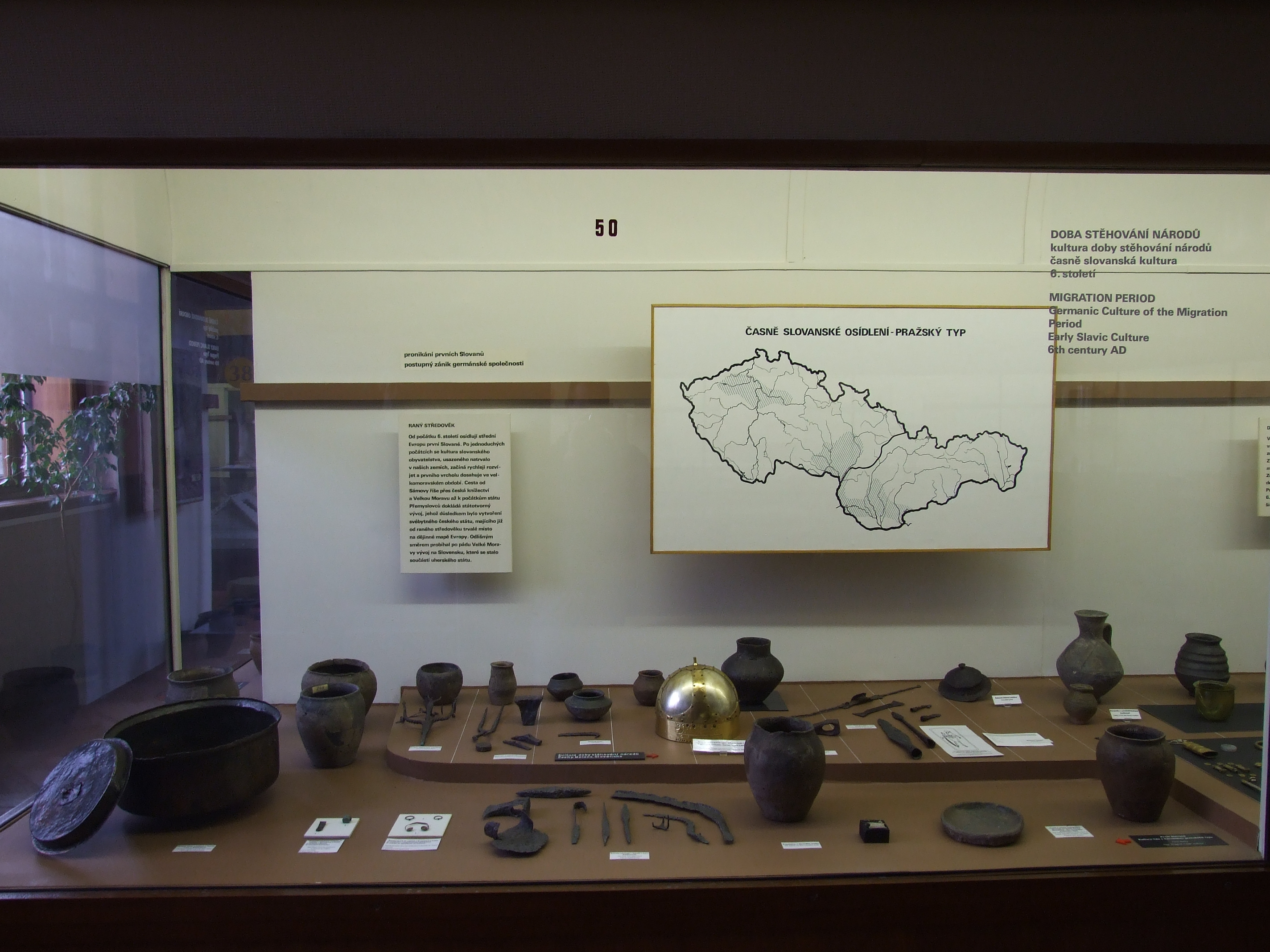
Археологические находки из Чехии и Словакии, датируемые VI веком нашей эры

В конце V и в VI веке на территорию Чехии и Словакии пришло славянское население. Это была земледельческая колонизация почти опустевших земель. Главным занятием славян являлось земледелие и разведение скота, они занимали ранее обжитые территории и расширяли их, выкорчёвывая леса. Земледельческая техника славян обеспечивала жизнь и некоторый рост населения. Славяне выращивали пшеницу и просо, а также рожь, горох, чечевицу, коноплю, овощи, собирали дикорастущие плоды. Они разводили в основном рогатый скот, знали обработку дерева, глины, кости и рога, элементарное текстильное производство. Довольно высокого уровня достигла обработка металла. Славяне жили, в основном, в селениях деревенского типа, но по мере истощения почвы, что происходило через 15—20 лет, перемещались на другие участки.
В это время славяне переживали период перехода от родовой организации к военной демократии. Основой ячейки общества являлась община, состоявшая из нескольких семей и насчитывающая 50—60 человек.
Археологические данные свидетельствуют о массовом перемещении в VI—VII веках носителей пражско-корчакской культуры из разных мест её ареала в район реки Моравы, что соответствует сообщению Нестора в «Повести временных лет»: «…пришедше сѣдоша на рѣцѣ имѧнемъ Морава, и прозваша сѧ морава».
Археологические исследования показали, что в Моравии жило 6 племён, что подтверждается и письменными источниками. Одно племя жило в Ганацкой области с центром там, где теперь находится Оломоуц. Другое племя обитало в Среднем Поморавье с главным центром в Старом-Месте — Велеграде. Племя, обитавшее в Нижнем Поморавье, было сосредоточено у Поганьско, Подивина и Бржецлава. Крупное сосредоточение племён находилось в области Павловских гор с главным центром при слиянии рек Срватки и Дыи, в тех местах, где находится старославянский могильник у Дольни-Вестонице и городище Страхотин. По течению верхней Дыи находился центр одного из племён в Градиште над Зноймом. В области Срватки и Литавы-Цезавы жило племя с центром в Старых Замках — Вельграде у Лишни.

### Держава Само
В начале VI века в Центральную Европу проникли кочевники авары. Во второй половине столетия они заняли римскую провинцию Паннонию, откуда начали нападения на франков, Византию и славян, с которых брали дань — определённые суммы денег за сохранение мира. Также авары вынуждали славян принимать участие в своих походах. В 623—624 годах славяне восстали. В восстании принял участие франкский купец из Сенонской области Само. Единственный источник об этих событиях — хроника Фредегара, датируемая приблизительно 660 годом — повествует о поражении авар и избрании Само вождём славян. В 631 году начался конфликт между Само и франкским королём Дагобертом I. Славяне нанесли поражение франкам и их союзникам лангобардам и алеманнам, вторглись во франкские владения и привлекли на свою сторону князя лужицких сербов Дервана.
Государство Само располагалось частично на территории Чехии и лужицких сербов. Оно представляло собой племенной союз, как оборонявшийся против врагов, так и совершавший грабительские набеги на соседей. По хронике Фредегара, Само правил в течение 35 лет. В настоящее время высказывается мнение, что ядром территории державы Само была Южная Моравия и смежные с ней части Нижней Австрии.
В течение VIII и IX веков область расселения славян расширилась. После разгрома Аварского каганата на Средний Дунай стали возвращаться бежавшие оттуда ранее славяне и, судя по археологическим материалам Моравии и Словакии, Нижней Австрии и округа Балатон, бассейнов Дравы и Савы, стали основным населением Среднедунайского региона. Наиболее обжитой стала Южная Моравия, где были созданы укреплённые грады и целые округи. Округа с центром в Микульчицах стала княжеским центром. Большое значение также приобрела Нитра в Словакии. Между территориями Чехии и Словакии имелся широкий пояс незаселённых земель. В чешской области также возникали укреплённые грады, в частности Пражское укреплённое городище в IX веке. В бассейне реки Морава выявлено огромное количество селищ, городищ, крепостей, могильников эпохи существования Великоморавской державы. Это свидетельствует о стабилизации заселения территории и дальнейшем развитии производительных сил. Согласно данным археологии, в VII—IX веках высокого уровня достигло земледелие славян, что обеспечивалось и развитием ремесла (столярного, ткаческого, гончарного, кузнечного и других), которое к тому времени вышло на высокий уровень. Во время раскопок археологами были обнаружены 24 печи для выплавки стали. В градах развивались кузнечное ремесло и обработка дерева, из которого также строились жилища. Получили распространение бондарное и гончарное производство. Существовало и производство украшений из золота, серебра, стекла, которое было сосредоточено в основных центрах. Исследователи обнаруживают огромное количество серебряных, бронзовых и золотых украшений, выполненных в технике зерни и скани (контакт с византийскими мастерами), оригинальные изделия из цветных металлов микульчицкого типа. Украшения и мелкие предметы бытового назначения делались из кости и рога, ткани — изо льна, конопли, шерсти. В IX веке развивалось строительное дело. Известно 18 каменных церквей той эпохи.

## История

### Правление Моймира I

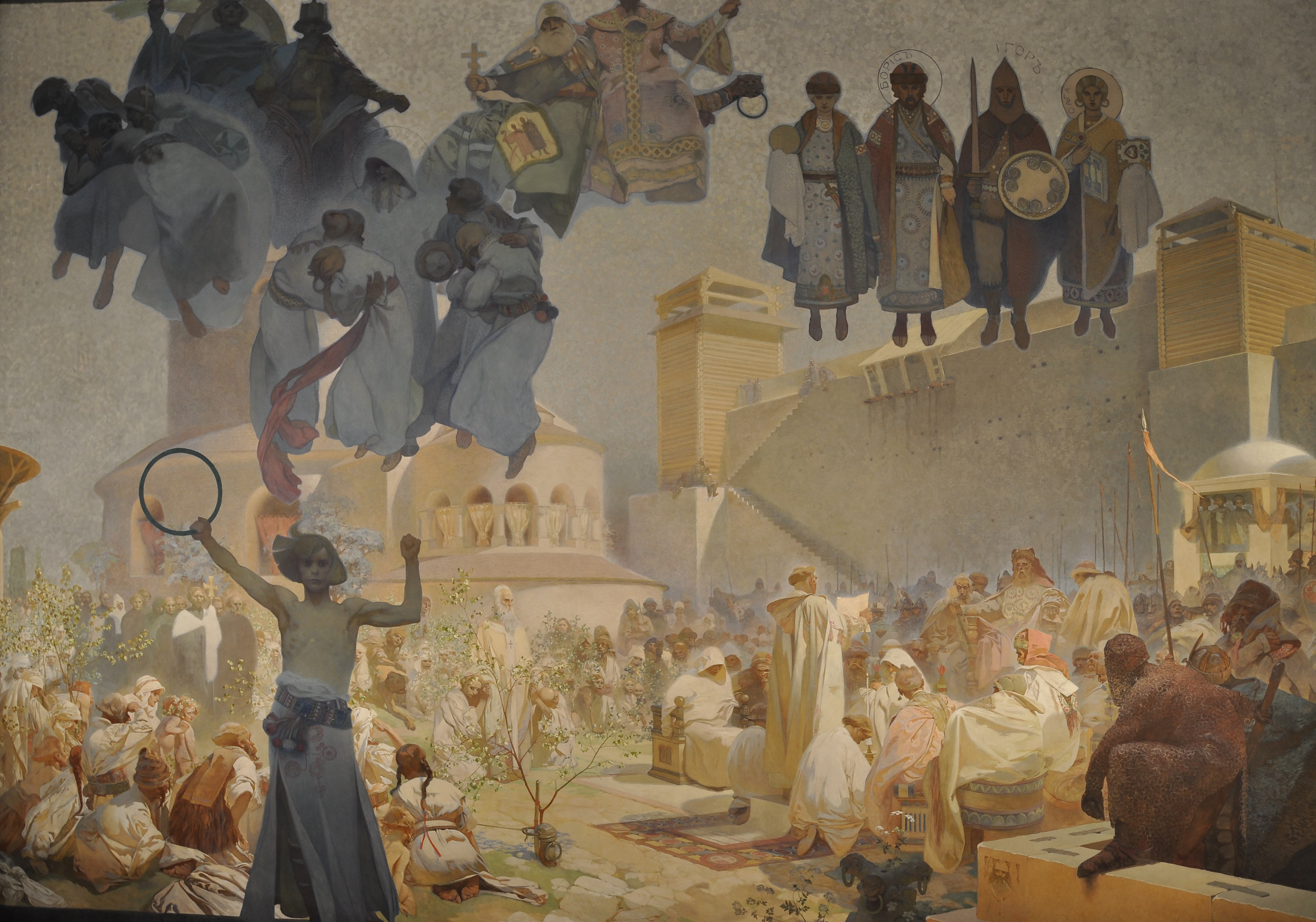
Картина Альфонса Мухи «Ведение славянской литургии» из цикла «Славянская эпопея». Действие происходит на фоне столицы Великой Моравии Велеграда, местоположение которой не установлено

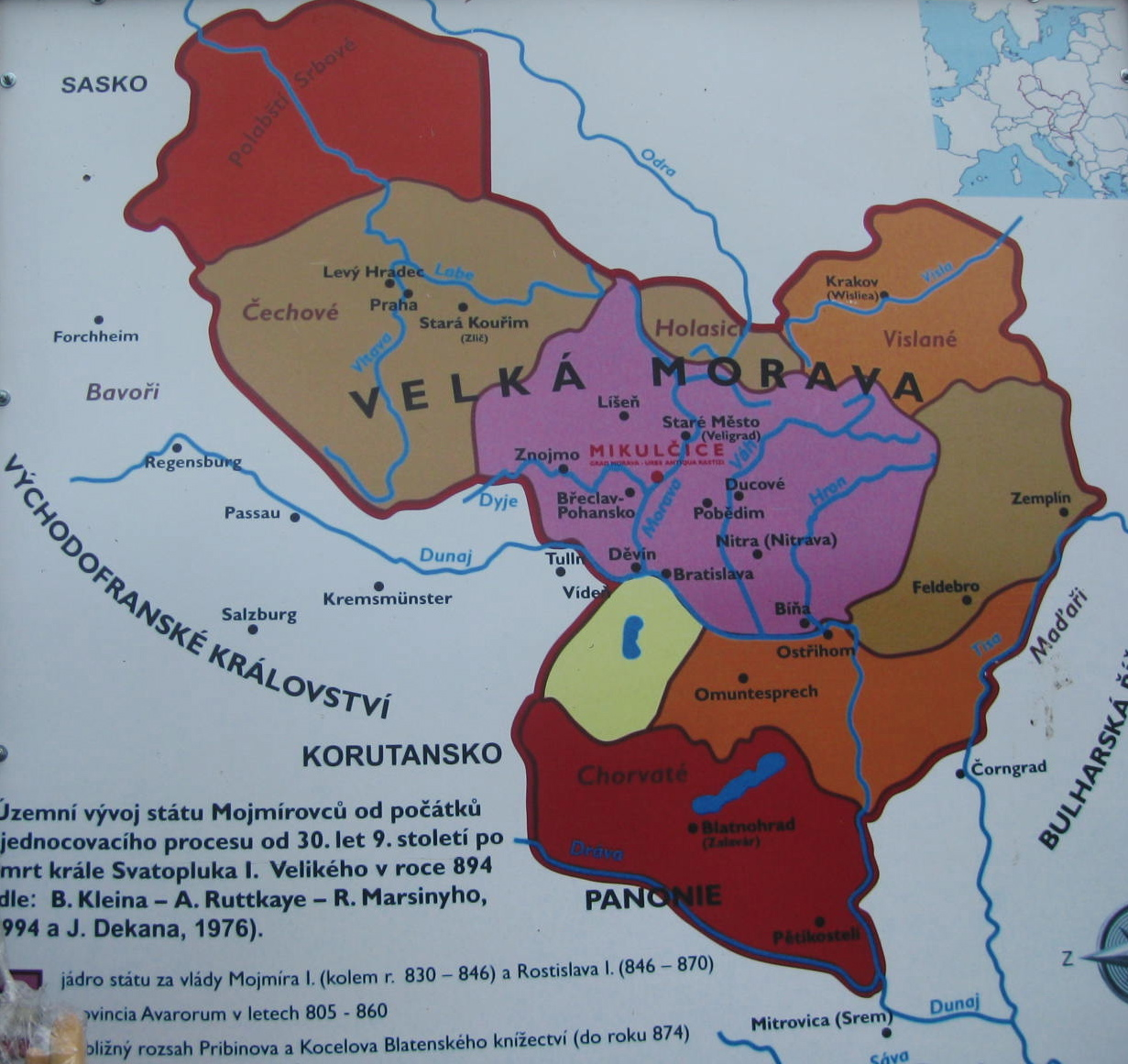
Карта Великой Моравии с центром в Микульчицах (Археопарк Микульчице)

Впервые название Моравия упоминается в западных источниках в 822 году, когда послы мораван, среди других послов славян, прибыли ко двору императора Франкского государства Людовика I Благочестивого.

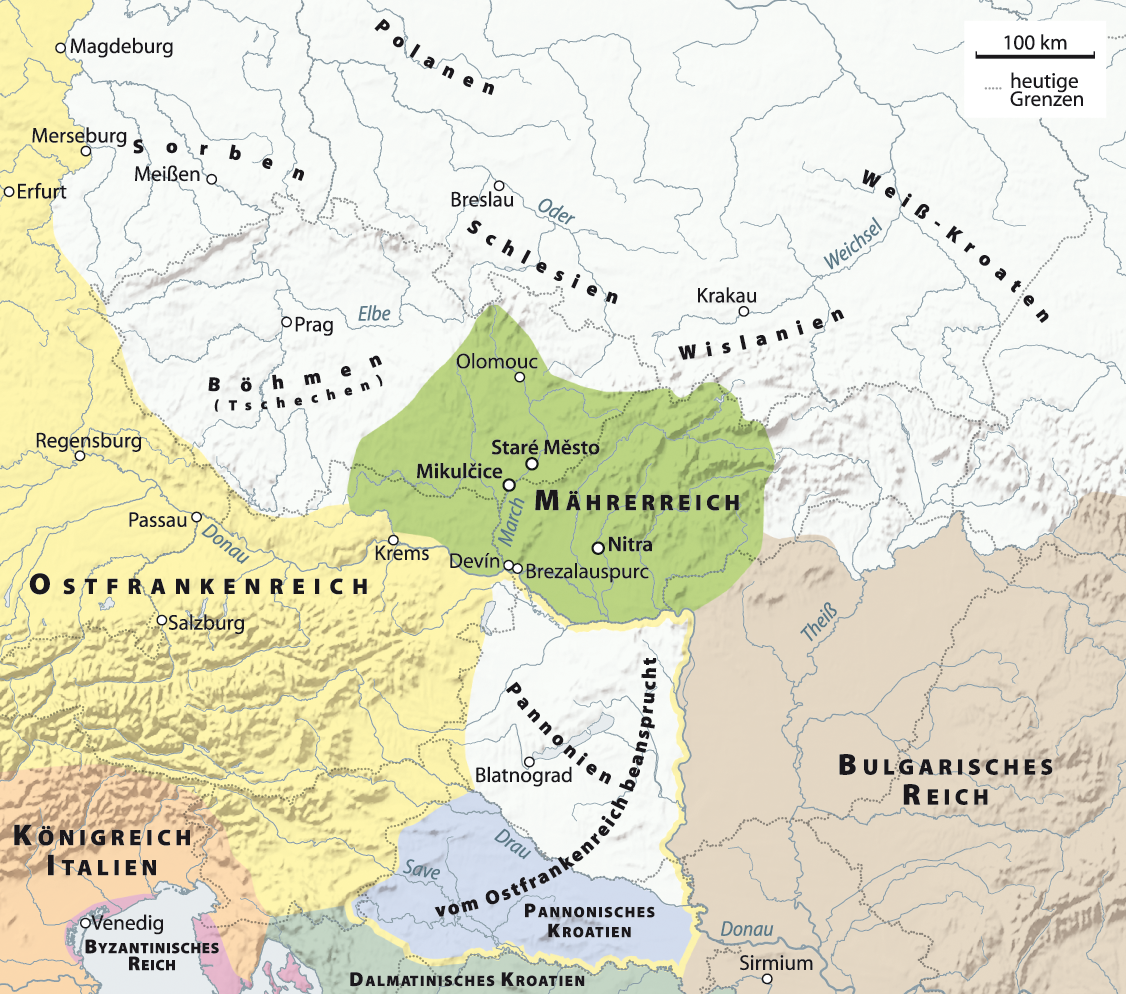
Карта Великой Моравии при Моймире I

Первым исторически достоверным правителем Моравского княжества является Моймир I, основатель династии Моймировичей, объединивший под своей властью славянские племена севернее Дуная (в бассейне реки Моравы на части современной Чехии). В 833 году он присоединил к своему государству Нитранское княжество, а в 846 году — распространил свою власть на территорию Чехии.
Имея цель крестить Моравию, король Баварии Людовик II Немецкий в 829 году передал земли Моравии под юрисдикцию епископства Пассау. Моймир I поддержал христианских миссионеров и в 831 году епископ епархии Пассау Регинар крестил его и всех мораван. Около 840 года Людовик II Немецкий отдал паннонскую часть Каринтийской марки вокруг Балатона князю Прибине. Его столицей стал Блатенград (Мосабург) в бассейне реки Зала.
В 846 году Людовик II Немецкий обвинил Моймира в намерении отложиться, вторгся в Моравию, сверг его и поставил новым князем его племянника Ростислава.

### Великая Моравия в 846—870 гг.
Людовик II Немецкий считал Ростислава своим вассалом и рассчитывал, что тот будет представлять интересы Восточно-Франкского королевства в Центральной Европе. В то время как Людовик был занят борьбой против своих родственников, Ростислав строил в большом количестве крепости, укрепляя и расширяя своё государство. Он заключил союзы с Болгарским царством и Византией, а с Восточно-Франкским королевством порвал отношения и даже стал предоставлять убежище противникам Людовика (вплоть до его сыновей Карломана и Людовика). В 855 году Людовик вторгся в пределы Великой Моравии и пошёл на крепость Ростислава (наиболее вероятно в сегодняшнем пригороде Братиславы Девине). Мораване не только успешно отразили натиск рати Людовика, но и, преследуя противника, разорили пограничные земли Баварии.
В 858 году Ростислав заключил союз с сыном Людовика II Немецкого Карломаном. В 861 году он поддержал войско Карломана, воевавшего с отцом.
Людовик II Немецкий продолжал угрожать Великой Моравии, заключив союз с болгарами. Стремясь к максимально возможной независимости от восточно-франкского короля, Ростислав изгнал из Великой Моравии баварских священников и отправил послов в Рим с просьбой к папе Николаю I прислать учителей для подготовки собственных священников. Получив отказ папы, Ростислав в 862 году отправил послов в Византию к императору Михаилу III, прося об учителях, священниках или епископе, которые бы заложили в его государстве основу собственного церковного управления. Михаил III удовлетворил эту просьбу Ростислава и послал к мораванам Кирилла и Мефодия. В 864 году Людовик вновь вторгся в Великую Моравию и вынудил Ростислава подчиниться Восточно-Франкскому королевству и допустить возвращение восточно-франкских священников. Однако годом позже Ростислав вновь восстал против Людовика и миссия Кирилла и Мефодия продолжилась. Пробыв в Моравии по 866 год, они организовали независимую от германского епископата славянскую церковь, что способствовало укреплению политической самостоятельности государства. После этого их вызвали в Рим. Там многие считали богослужение на национальных языках «варварских» народов Европы святотатством, однако Папа одобрил миссию Кирилла и Мефодия.

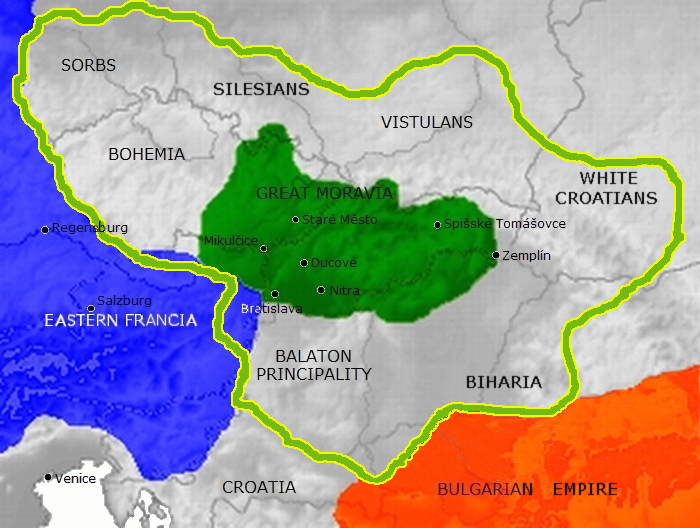
Расширение Великой Моравии во времена Ростислава и Святополка I на запад (земли Восточно-Франкского королевства) и восток (Болгарское ханство)

В 870 году Ростислав передал Нитранское княжество своему племяннику Святополку I. Фактически это означало раздел Великой Моравии на две части. И Ростислав, и Святополк были вынуждены обороняться от продолжавшихся вторжений восточно-франкского короля. Святополк предпочёл заключить союз с Людовиком II Немецким, признав его верховенство над Нитранским княжеством. Ростислав попытался убить своего племянника, но тот сумел пленить Ростислава и передал его восточным франкам. Ростислав был осуждён, приговорён к ослеплению и вскоре умер в монастыре, а в Великой Моравии началась борьба за власть.

### Великая Моравия в правление Святополка I

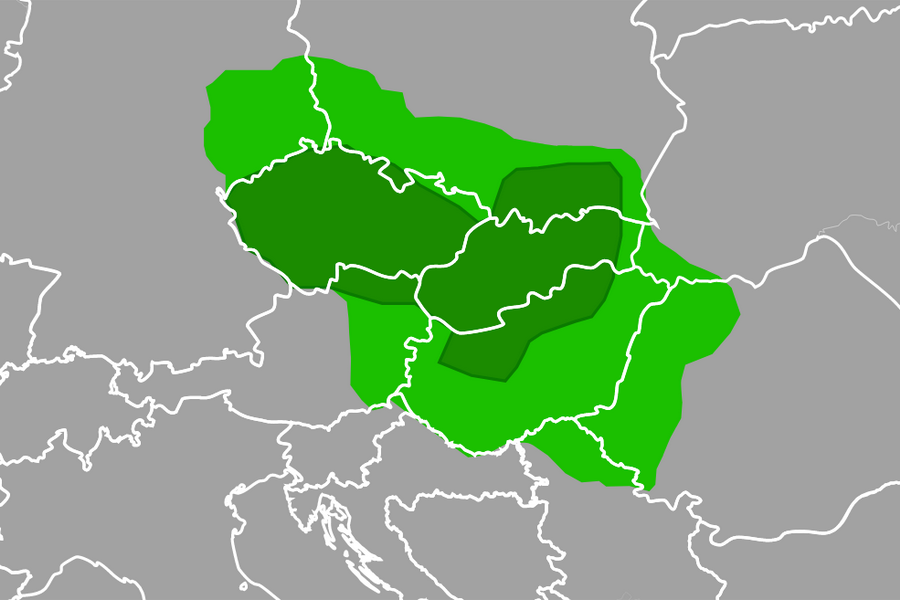
Великая Моравия во времена Святополка I. Достоверно Великоморавские земли выделены тёмно-зелёным. Вероятно Великоморавские — светло-зелёным.

На место Ростислава для правления в западной части Великой Моравии Людовик II Немецкий послал своих кандидатов, маркграфов Вильгельма II и Энгельшалька I. Святополк же, правивший в восточной части, претендовал на власть во всем государстве и отказался соглашаться с восточно-франкским сюзеренитетом. За это немцы заточили его, а новым князем был избран Славомир. Под его предводительством поднялось народное восстание против власти немцев. Посланное Людовиком для подавления восстания войско было разбито. Людовик организовал второй поход против повстанцев. При этом он освободил Святополка I, справедливо рассчитывая, что тот заинтересован в возвращении себе власти в Великой Моравии. Святополк I пообещал Людовику подавить восстание и даже взялся сам вести немецкое войско. Однако, Славомир признал Святополка I законным князем, и как только немцы дошли до Великой Моравии, Святополк I перешёл на сторону восставших. Немецкое войско снова было разгромлено. В итоге, Святополк I смог стать князем всей Великой Моравии. И, как гласит «Житие Мефодия»: «…князь Святополк доверил заботе Мефодия все храмы во всех городах.»
В последующие годы Святополк I успешно отбивался от нападений немцев. В 874 году между послами Святополка I и Людовика II Немецкого был заключён Форххаймский мир. Святополк формально признал верховенство Людовика и обязался выплачивать Восточно-Франкскому королевству дань.
Замирение с немцами позволило Святополку заняться расширением своих владений. В 874 году он захватил Блатенское княжество, земли в верхнем течении Вислы и север современной Моравии в окрестностях города Опава. В 880 году к владениям Великой Моравии прибавились Силезия и восток сегодняшней Венгрии в среднем течении Тисы, принадлежавший до того болгарам. С 890 года частью государства Святополка I стали также Богемия (княжество Пржемысловичей) и Лужица. В 882 году Святополк I как союзник восточнофранкского короля Карла III вторгся в земли своих давних врагов, маркграфов Вильгельма II и Энгельшалька I и прогнал их. Те в свою очередь заключили союз с Арнульфом Каринтийским в Паннонии, который настроил болгар против Святополка I. Но тот разбил болгар и включил в состав своего государства Паннонию — часть территории Арнульфа. При Святополке в орбиту Великой Моравии вошла часть хорватских княжеств до реки Стрый.
В 886 году ученики Кирилла и Мефодия были изгнаны из Великой Моравии Святополком I, переориентировавшим страну на западное христианство.
К началу 890 годов в состав Великой Моравии входила большая часть современной Словакии, средняя часть Потисья с центром в Бихаре, северная территория восточной половины современной Венгрии (от Южного Гонта до Южного Земплина) и северо-восточная часть Задунавья.
Святополк I умер в 894 году. Завещав своим сыновьям крепить державу и сопротивляться восточным франкам, он разделил державу между сыновьями. Князем Великой Моравии стал его первый сын Моймир II. Второй сын, Святополк II, получил Нитранское княжество (возможно, что у Святополка I был ещё один сын — Предслав).

### Венгерское нашествие и упадок Великой Моравии

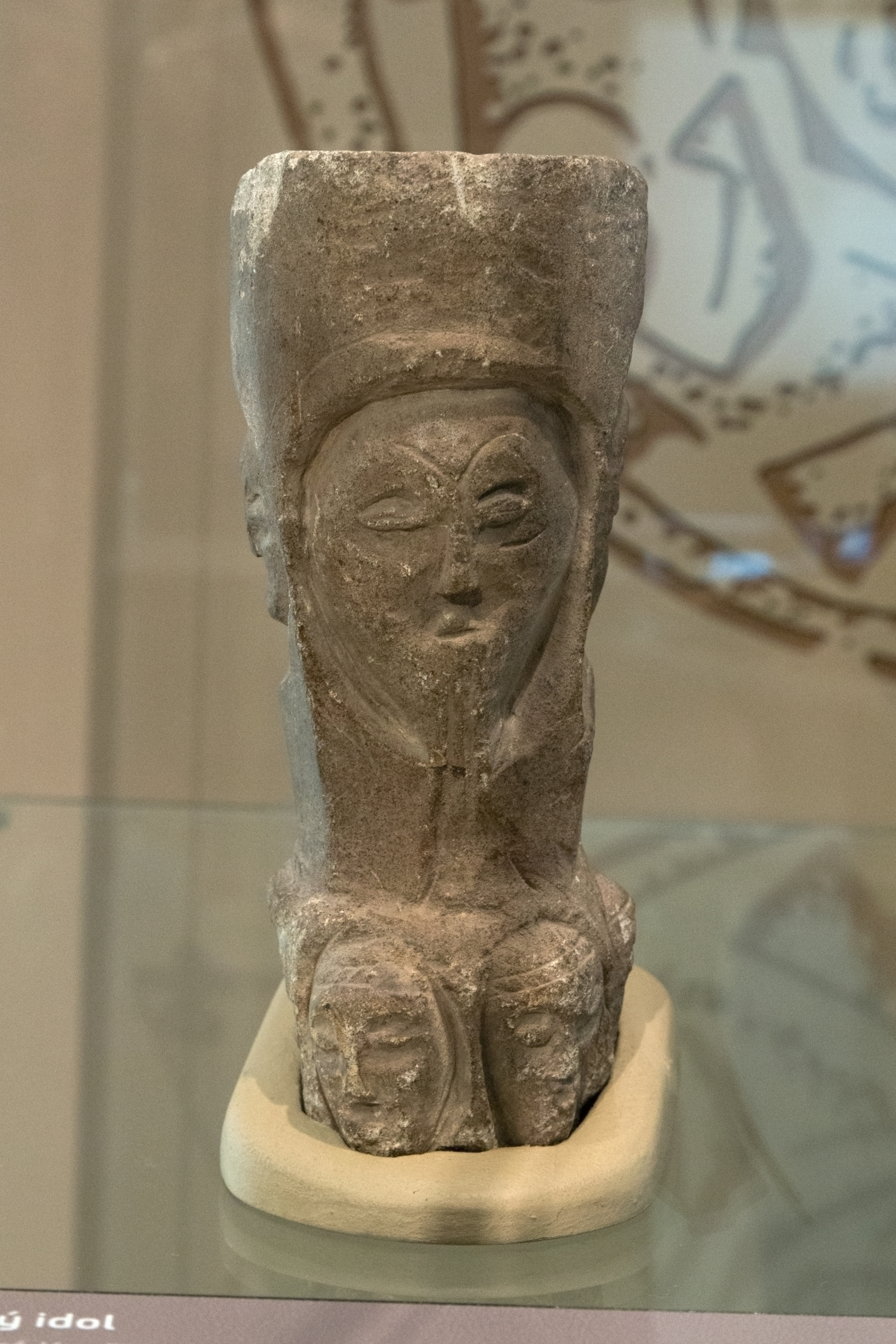
Стара-Коуржим, местечко На Замечници. Языческий идол, возможно, из позиции У Либуше, IX век

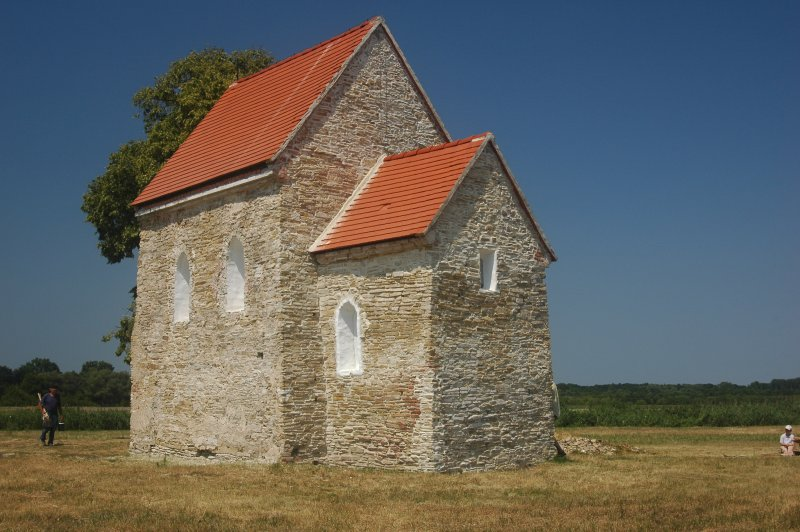
Великоморавская Церковь Святой Маргариты в Копчанах, основанная в IX веке

Уже в следующем 895 году Святополк II, поддерживаемый Арнульфом Каринтийским, восстал против своего старшего брата. Начавшийся конфликт ослабил Великую Моравию, и от неё стали отлагаться пограничные территории. Сюзеренитет Арнульфа признали Богемия и Лузация. Моймир II сумел консолидировать силы. В 898 году он попросил римского папу прислать в Моравию новых священнослужителей, чтобы уменьшить влияние священнослужителей из Баварии. Баварцы, недовольные этим требованием, послали в Великую Моравию войска. Моймир II разбил их и, более того, сумел изловить бунтующего брата. Впрочем, баварцы выручили Святополка II и забрали с собой.
Новая опасность возникла, когда пришли венгры. В 896 году они расселились на малонаселённых землях Великой Моравии вдоль верхнего и среднего течения Тисы, а в 900—901 годах стали переходить Дунай и селиться на правой его стороне.
Когда в 901 году венгры стали совершать набеги на земли Восточно-франкского королевства, германская знать заключила мир с Великой Моравией, а Моймир II помирился с братом, который вернулся на родину. Этот мирный договор также положил конец войне между Великой Моравией и франкским вассалом Богемией, шедшей с 895 года.
В период с 902 по 906 годы Моймир II несколько раз отбивал нападения венгров (иногда с помощью баварских войск). Моймир II и Святополк II предположительно погибли в 907 году в битве при Пресбурге. Военное поражение моравского войска привело, видимо, к народному восстанию, сопровождавшемуся языческой реакцией, о чём свидетельствуют археологические находки.
Найденные в курганах Гнёздова и на городище Монастырёк луннические височные кольца «нитранского типа» свидетельствуют о знакомстве днепровских мастеров с великоморавской ювелирной традицией. Находки в Гнёздове лучевых височных колец (рубеж IX—X веков), колец с гроздевидной подвеской, литейной формочки из кремнистого камня для изготовления колец «нитранского типа» и ранней гончарной керамики (20—30-е годы X века) свидетельствуют о миграции в Верхнее Поднепровье групп славянского населения из Дунайских земель (Моравии).
Центральные великоморавские предгородские агломерации-эмпории — Микульчице, Старе-Место близ Угерске-Градиште, Поганьско в Бржецлаве, процветавшие на обслуживании Империи каролингов в IX—X веках, практически мгновенно исчезли после изменения экономической ситуации, вызванного вторжением венгров в X веке, хотя сами они и не были затронуты боевыми действиями. И. Штефан объяснял запустение агломераций, разрушением инфраструктуры дальней торговли, имевшей жизненное значение для моравской политии. По характеру и деталям погребальной обрядности ориентированные на запад древнейшие труположения в Киеве и на Среднем Поднепровье имеют прямые аналогии в раннехристианских памятниках на территории Великой Моравии в Скалице, Старом месте, Микульчице, Поганьско, Стара-Коуржим, Колине и Желенках. С. С. Ширинский, отмечая сходство инвентаря, писал о полной идентичности дружинных могил Киева и Чернигова погребениям в Великой Моравии. Серебряные оковки турьих рогов из Чёрной могилы и оковки рукояти меча из дружинной могилы близ Золотых ворот в Киеве имеют такие же орнаментальные мотивы как на «некоторых поясных бляхах и наконечниках из Микульчиц, Поганьско в Бржецлаве, Старого Места, Желенок и, особенно, на типичных великоморавских украшениях-пуговицах — гомбиках, находки которых сосредоточиваются в области трёх крупных южноморавских центров и далее в Средней Чехии и Юго-Западной Словакии». И моравско-чешские, и древнерусские группы находок этого стиля возникли на основе одинакового причерноморского и иранского происхождения, которое нашло отражение в орнаментации золотых сосудов из Надьсентмиклошского клада.

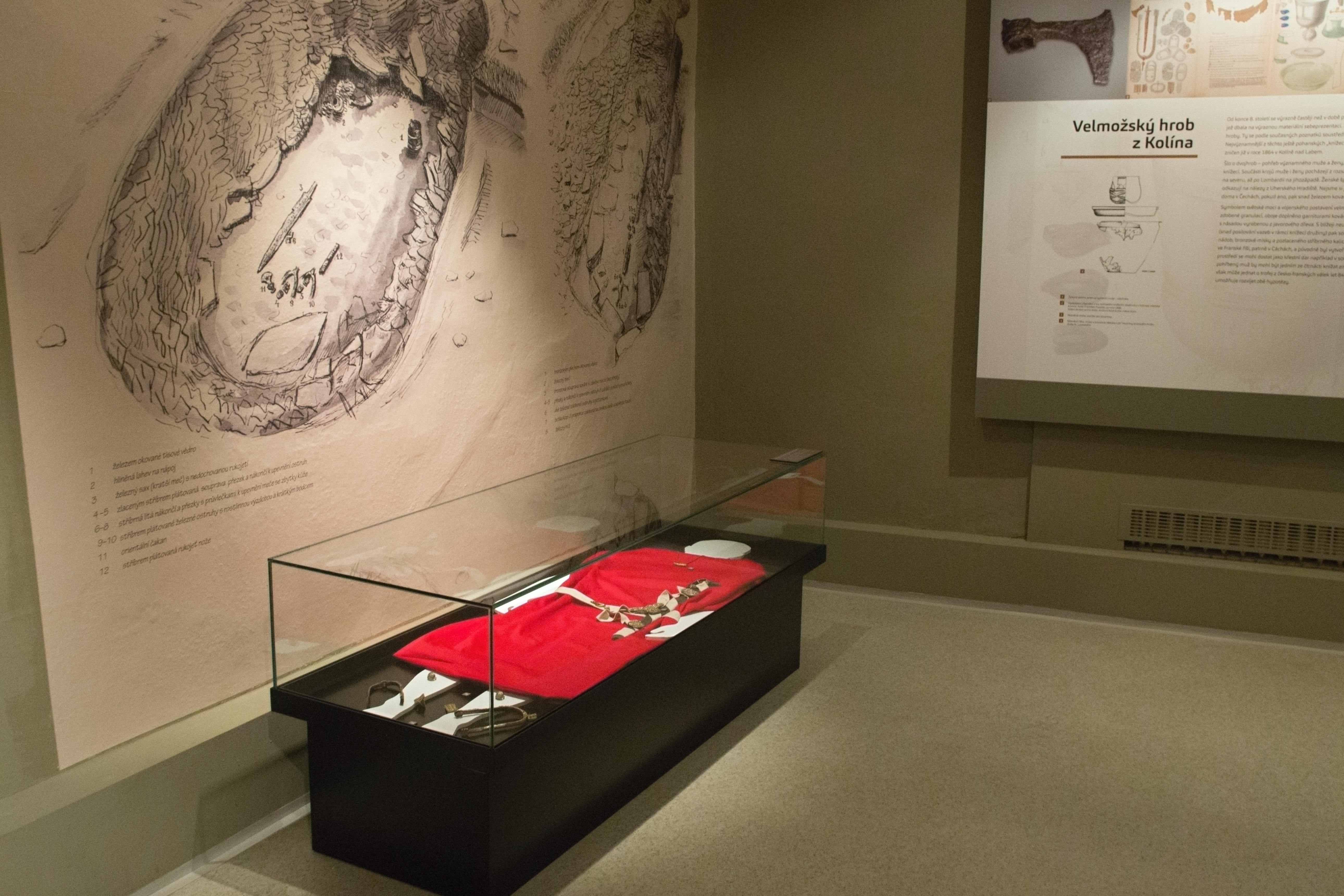
Зал с раннесредневековым захоронением (двойной могилой) княжны из Стари-Колин, 850—900 гг. Выставка «Между племенами и государством»

Блатницкие находки. Великоморавский меч из Блатницы датируется периодом между 825 и 850 годами

На период с 875 года по 950 год, по данным археологии, приходится расцвет моравских поселений. Ни один могильник не перестал использоваться до 950 года. Убыль населения в Моравии наблюдается лишь во второй половине X века.
По словам Константина Порфирородного, после разгрома население великоморавской державы бежало в соседние страны. Об опустошении Моравии венграми сообщалось Региноном Прюмским, в Анналах Градо, автором «Жития Наума» (болгарского памятника X века). Однако в ядре Великоморавской державы на территории современной Моравии, судя по археологическим раскопкам, были разрушены и запустели наиболее крупные из «градов», а ряд других центров продолжал существовать. Поселения венгров находились на южной окраине этой территории и восточной — на территории современной Словакии. Меньшинство мораван, не желавшее покоряться мадьярам, эмигрировало, частично — в пределы Киевской Руси.

## Культура

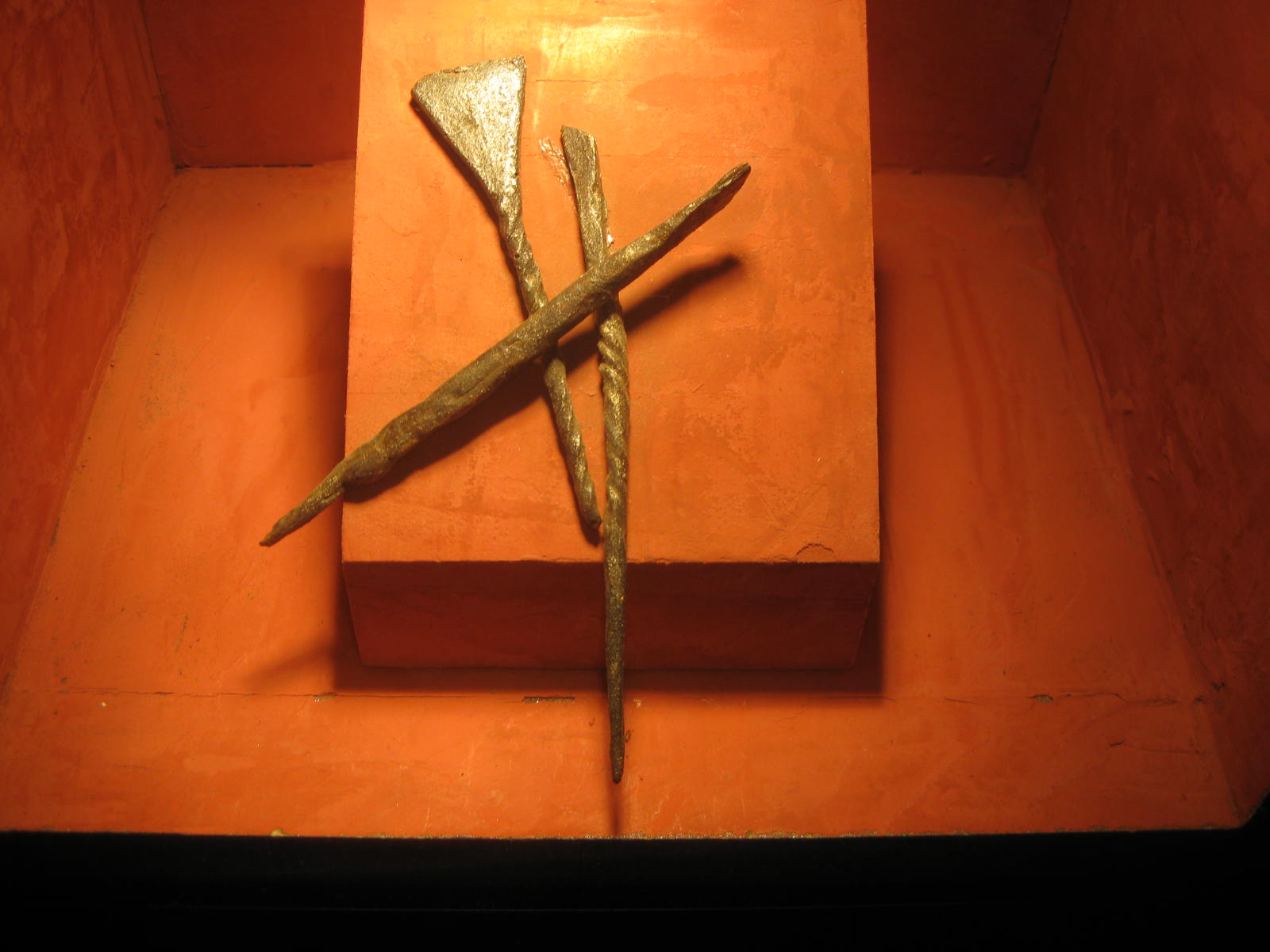
Микульчицкие железные стили (писа́ла), использовавшиеся для письма на восковых табличках

Культура Великой Моравии развивалась под сильным влиянием Византии. После того, как папа Римский признал за славянским языком статус литургического и разрешил чтение Евангелия по-славянски во время богослужения, стала активно развиваться литература на этом языке, сначала переводы проповедей, затем и оригинальные сочинения, например, «Проглас» святого Кирилла.

Из архитектурных памятников того периода сохранились лишь фундаменты, выявленные при раскопках в XX веке. 
В центральной области Великой Моравии были обнаружены остатки 20 храмов, сооружённых из каменных брусов, а внутри украшенных цветными фресками. Большинство этих построек появилось уже в 1-й пол. IX века, до прихода Кирилло-Мефодиевой миссии... Мефодию, ставшему впоследствии архиепископом Моравским, удалось добиться (в Риме) введения славянской литургии в костёлах Великой Моравии.
 — писал академик Йозеф Поулик… Наиболее популярным типом церковной постройки была ротонда. Именно из Великой Моравии распространилась она позднее в Чехию и Польшу, а также в другие славянские государства. Ян Эйснер и некоторые другие чешские историки считают, что резиденция архиепископа Мефодия и, возможно, резиденция князей Великой Моравии находилась в Старом месте.

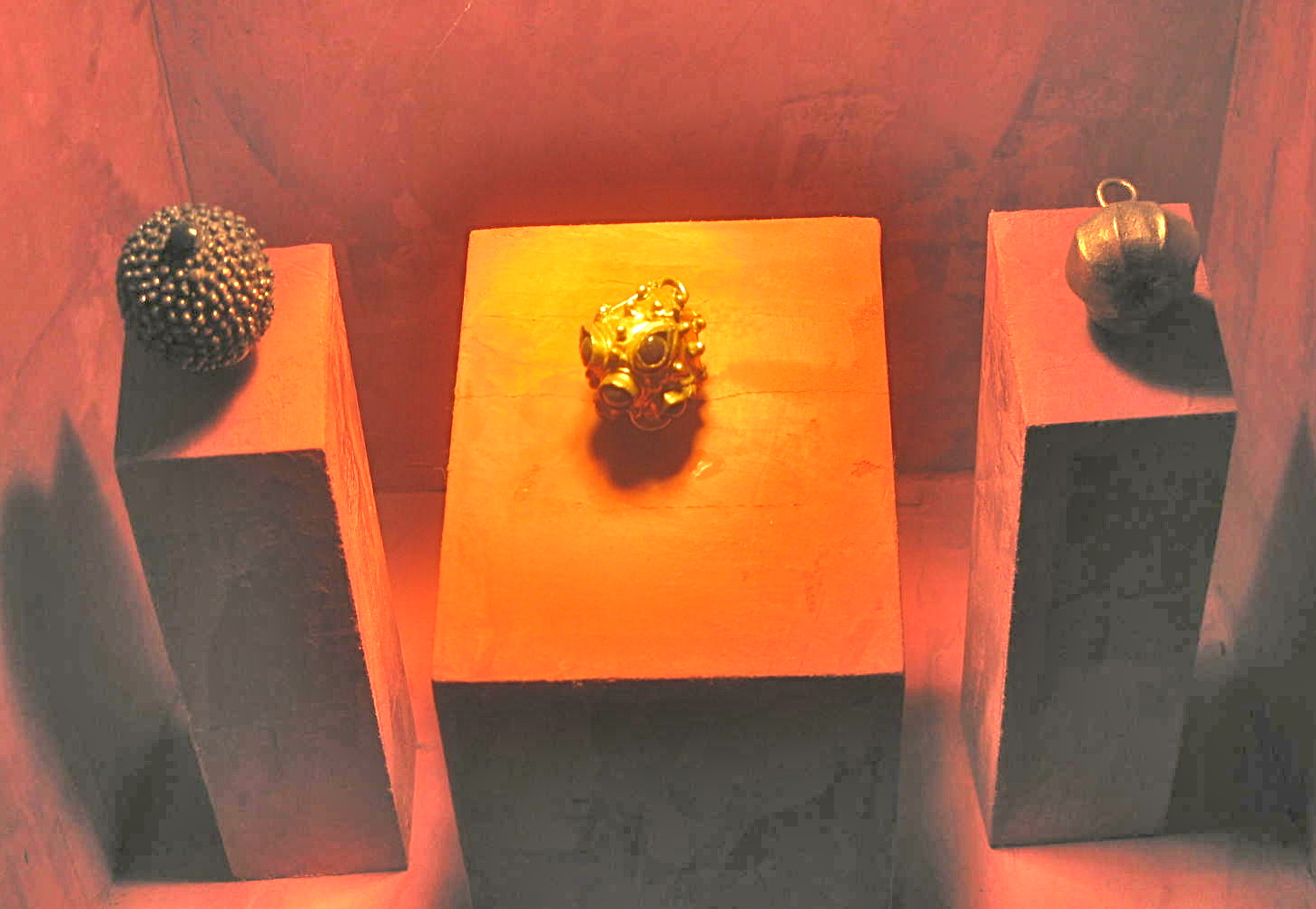
Шаровидные пуговицы-гомбики из археопарка Микульчице

В прикладном искусстве чувствуется арабское и персидское влияние. Очень развитым было ювелирное дело, особенно в изготовлении женских украшений. Секрет тончайшего моравского литья не полностью разгадан и в наши дни. В первой половине IX века преобладал так называемый блатницко-микульчицкий стиль, когда гравированный орнамент комбинировался с чеканкой, высоким рельефом и чернью.

## Князья Великоморавской державы
- Моймир I (830—846)
- Ростислав (Растислав)[1] (846—870)
- Святополк I[49] (870—894)
  - Славомир (871), временный правитель
- Моймир II (894—906)